# Jacek Gutowski
Jacek Gutowski (* 25. Juli 1960 in Warschau; † 1. Dezember 1996 ebenda) war einer der erfolgreichsten polnischen Gewichtheber als Teilnehmer an Europa- und Weltmeisterschaften.

## Karriere
Jacek Gutowski war Mitglied des Sportclubs Legia Warschau. Viele seiner internationalen Medaillen holte er sich in der Fliegengewichtsklasse (52 kg).
- Polnische Meistertitel

Im Laufe seiner Sportkarriere holte er sich 7-mal den Meistertitel von Polen; im Fliegengewicht (52 kg) in den Jahren 1981 und 1983 und im Bantamgewicht (56 kg) in den Jahren 1985 bis 1987, 1990 und 1992.
- Internationale Titel bei den Junioren

Als Junior im Jahre 1979 bekam er während der Weltmeisterschaften die Bronzemedaille (220 kg).
Die Silbermedaille nahm er  im Jahre 1979 auf der EM entgegen.
Die Goldmedaille erhielt er in der EM 1980 (237,5 kg).
- Internationale Titel

Bei den Weltmeisterschaften der Senioren errang er in den Jahren 1982 und 1986 Gold im Reißen, dreimal holte er die Silbermedaille im Zweikampf (1981: 240 kg, 1983: 250 kg, 1986: 252,5 kg) und zweimal die Bronzemedaille (1982: 245 kg, 1987: 247,5 kg).
Während Europameisterschaften erhielt er dreimal Silber (1981: 240 kg, 1983: 250 kg, 1986: 242,5 kg) und viermal die Bronzemedaille (1980: 225 kg, 1982: 245 kg, 1984: 242,5 kg, 1990: 237,5 kg).
- Olympiateilnahme

Als Olympiateilnehmer repräsentierte er Polen bei den Spielen 1988 in Seoul. Dort belegte er in seiner Gewichtsklasse (52 kg) den fünften Platz (247,5 kg).
- Rekorde

Jacek Gutowski stellte bei der Weltmeisterschaft im Jahre 1982 den Weltrekord (115 kg) im Reißen (Fliegengewicht) auf, und mehrfach stellte er auch polnische Rekorde auf.